# General der Aufklärungsflieger
Der General der Aufklärungsflieger war eine Dienststelle innerhalb der deutschen Luftwaffe bis 1945. Sie war im Oberkommando der Luftwaffe (OKL) angesiedelt. Einziger bekannter Offizier in dieser Dienststellung war Generalleutnant Günther Lohmann, der die Funktion vom 16. Mai 1942 ab innehatte.